# I Kori
I Kori (Η Κόρη en grec, literalment La Jove; traduït en anglès com The Daughter, la filla) és una pel·lícula dramàtica grega dirigida per Thanos Anastopoulos. Va realitzar-se en 2012 i va estrenar-se a la secció City to City de l'edició de 2013 del Toronto International Film Festival.

## Argument
Una adolescent, un nen de 8 anys i un pare que, de sobte, desapareix. Quan Myrto, de catorze anys, s'assabenta que el seu pare ha tocat el dos per evitar pagar els seus deutes, segresta el fill del seu soci que acusa de la fallida de la fallida del seu pare

## Repartiment
- Savina Alimani com Myrto
- Angelos Papadimas com Aggelos
- Giorgos Symeonidis com Pare
- Ieronymos Kaletsanos com Company de negocis
- Ornela Kapetani com Mare
- Theodora Tzimou com l'esposa del company de negocis